# Rubus genevieri
Rubus genevieri är en rosväxtart som beskrevs av Alexandre Boreau. Rubus genevieri ingår i släktet rubusar, och familjen rosväxter.

## Underarter
Arten delas in i följande underarter:
- R. g. herminicus
- R. g. genevieri
- R. g. pseudotruncatus
- R. g. herminicus
- R. g. vestitus
- R. g. discerptus
- R. g. discerptus
- R. g. discerptus
- R. g. pallidiflorus
- R. g. sertiflorus
- R. g. obliquatus
- R. g. brevistachys
- R. g. griffithianus